# Новосёлка (Кировоградская область)
Новосёлка (укр. Новосілка) — село в Голованевской поселковой общине Голованевского района Кировоградской области Украины.
Население по переписи 2001 года составляло 575 человек. Почтовый индекс — 26551. Телефонный код — 5252. Занимает площадь 3,077 км². Код КОАТУУ — 3521486505.